# Demokratická fronta pro osvobození Palestiny
Demokratická fronta za osvobození Palestiny (zkráceně DFOP, arabsky: الجبهة الديموقراطية لتحرير فلسطين, Al-Džabha ad-Dímuqrátíja li-Tahríri Filastín, anglicky: Democratic Front for the Liberation of Palestine, zkráceně DFLP) je levicová marxisticko-leninistická palestinská skupina, která se v roce 1969 odtrhla od Lidové fronty pro osvobození Palestiny (LFOP). Podle její ideologie je možné osvobození Palestiny pouze lidovou revolucí. V roce 1970 se začala zapojovat do bombových útoků a největším z jejích teroristických útoků se stal Ma'alotský masakr z roku 1974, při kterém tři členové této skupiny povraždili 27 lidí, většinou dětí, v severoizraelském Ma'alotu. Skupina se odmítla podílet na Madridské konferenci (1991) a vymezovala se proti Mírové dohodě z Osla. Oficiální sídlo má v syrském Damašku, mnoho jejich členů se však v polovině 90. let přesunula zpět na území Palestinské samosprávy. Usmíření se s předsedou Organizace pro osvobození Palestiny, Jásirem Arafatem, proběhlo v srpnu 1999 v Káhiře. Podporována je především mladými lidmi, inteligencí a studenty v exilu. Její význam však upadá.